# 더바디샵

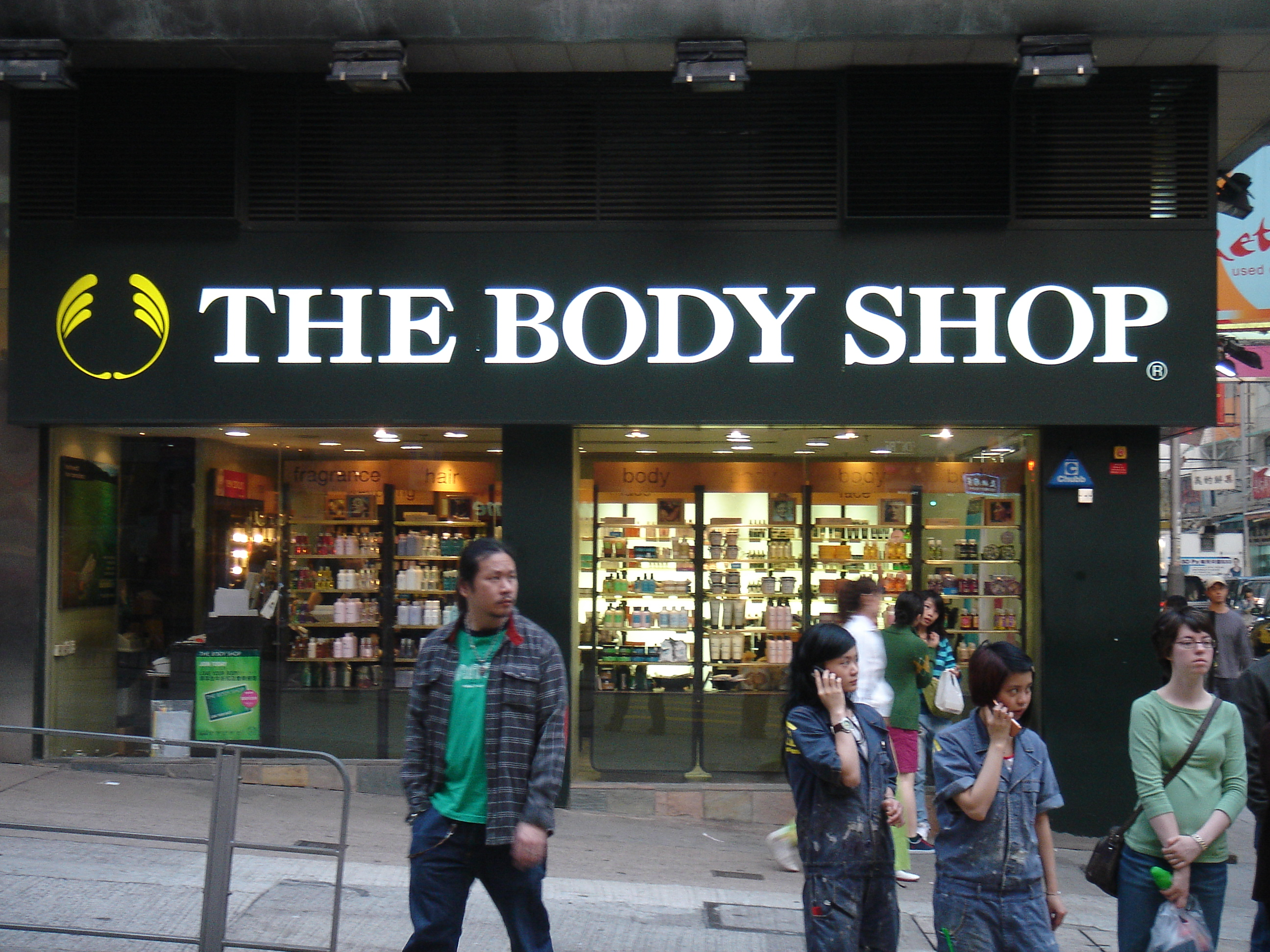

더바디샵(영어: The Body Shop 더 보디 숍[*])은 화장품, 메이크업 제품을 포함한 1,200가지 정도의 제품을 가진 영국의 브랜드이다. 65개국 이상에 3000개 이상의 매장이 있다. 1976년에 아니타 로딕에 의해 설립되어 2006년 로레알에 매각되었다. 이후 2017년에 브라질 회사인 나투라에 다시 매각되어 현재는 나투라의 자회사이다. 본사는 리틀햄프턴에 있다.

## 역사
1970년에 아니타 로딕은 미국 캘리포니아주 버클리에서 자동차 수리점이나 창고에서 천연 향의 비누와 로션을 판매하고 있는 "더 바디 샵"을 발견하게 된다. 페기 쇼트(Peggy Short)와 제인 선더스(Jane Saunders)에 의해 운영되고 있었던 그 가게는 천연 재료를 사용했고, 숙련된 이주민 여성들을 고용해 도왔다. 6년 후인 1976년 로딕은 비슷한 상호명, 색상, 그리고 화장품을 사용하여 그와 유사한 상점을 영국에 열게 된다. 1987년에 로딕은 가게 이름을 Body Time으로 바꾸는 조건으로 쇼트와 선더스에게 350만 미국 달러를 지불했고, 1992년에 이름 변경이 완료되었다.
1976년 첫 런칭을 시작으로 더바디샵은 매년 50퍼센트 정도의 속도로 확장되며 급격한 성장을 하게 된다.
| 개점 년도 | 국가                                          |
| --------- | --------------------------------------------- |
| 1976      | 영국                                          |
| 1978      | 벨기에                                        |
| 1979      | 오스트리아, 그리스, 스웨덴                    |
| 1980      | 아이슬란드, 캐나다                            |
| 1981      | 덴마크, 아일랜드, 핀란드                      |
| 1982      | 프랑스, 네덜란드                              |
| 1983      | 키프로스, 독일, 시위스, 싱가포르, 호주        |
| 1984      | 이탈리아, 홍콩, 말레이시아                    |
| 1985      | 노르웨이, 바하마, 바레인                      |
| 1986      | 포르투갈, 스페인, 쿠웨이트, 오만              |
| 1987      | 몰타, 앤티가, 버뮤다, 카타르, 사우디 아라비아 |
| 1988      | 지브롤터, 미국, 대만                          |
| 1989      | 케이맨 제도, 뉴질랜드                         |
| 1990      | 인도네시아, 일본                              |
| 1991      | 룩셈부르크                                    |
| 1993      | 멕시코, 브루나이, 태국, 마카오                |
| 1996      | 필리핀                                        |
| 1997      | 한국                                          |

더 바디샵의 주식은 런던의 비상장 증권시장에서 1984년 4월 95p를 시작으로 상장되었다. 런던 증권거래소에 이름을 올린 후에 그 주식은 500% 이상의 성장률을 보이며 "중력을 거스르는 주식"이라는 별명을 얻게 된다.
하지만 로딕의 초기 가게는 주변 상점의 장의사가 그녀가 "The Body Shop"이라는 상호명을 사용하는 데 있어 불평을 제기하는 기사를 브링턴(Brington)의 신문사가 〈The Evening Argus〉에서 다루어 주의를 받게 된다.
2006년 3월에, 더 바디샵은 로레알에 의해 6억5천2백30만파운드에 인수된다. 1976년 더 바디샵을 만든 아니타와 고든은 이 인수합병을 통해 1억 3천만파운드를 벌어들일 것으로 예상된다.
2007년 아니타 로딕의 죽음 직후, 고든 브라운 수상은 그녀를 "조국의 진정한 선구자 중 한명"이며, 사업을 하는 여성의 "영감"이 되는 인물이라고 칭하며 찬사를 보냈다. 그의 말에 따르면: "그녀는 환경의 파괴 없이 지속가능한 물품들을 상품시장에 내 놓으며 푸른 이슈(green issue) 캠페인을 하는 것이 유행이 되기 전에 그것을 수해동안 진행해 왔고, 그럼으로 많은 사람들이 그렇게 하도록 영감을 주었다. 그녀는 사업가 뿐만 아니라 위대한 캠페인 실천자로써 기억될 것이다." 라고 전해진다.
더 바디샵은 1980년대 후반부터 사회, 환경에 관한 캠페인을 더 바디샵의 홍보 방법으로 사용하기 시작했다. 1997년도에 로딕은 여성의 자아존중감을 높여주고, 방송 매체가 여성에 대한 고정관념을 만드는 것에 대해 반대하는 세계적인 캠페인을 시작했다. 이 캠페인은 폭식증과 거식증으로 인해 과도하게 마른 모델들의 수가 늘어나는 것에 대한 문제에 초점을 맞추었다.
더 바디샵의 핵심 가치가 동물 실험에 반대하는 것에 반하여 로레알이 계속하여 동물실험을 진행하는 것에 대한 문제를 둘러싼 논쟁이 있었다. 로레알은 1989년 이후 동물에 대한 화장품 실험을 중지했다는 입장을 표명했다(그러나 새로운 성분에 대한 동물 실험은 여전히 시행 중이다.). 유럽 연합이 모든 퍼스널 케어 제품에 대한 실험을 중지하는 법안을 통과했을 때 수입된 화장품은 물론 로레알 프랑스 본사와 모든 다른 유럽의 화장품 회사에서도 동물 실험을 금지했다.
로딕은 《가디언》지와의 인터뷰에서 세계적으로 가장 큰 화장품 회사에 더 바디샵을 인수시킨 것에 대한 논쟁에 입을 열었는데, 그에 따르면 "그녀의 회사를 대기업에 넘기면서, 그녀가 의사 결정에 영향을 미칠 수 있을 것이기 때문에 그녀 스스로를 "트로이의 목마"라고 생각한다. 예전부터 더 바디샵에서 일했던 사람들은 미래에 로레알과 협업을 할 수 있을 것이고, 로딕은 의사 결정에 있어 영향력을 행사할 수 있을 것이다"라고 전해진다.

## 기업 가치 및 캠페인

### 동물 실험 반대
더 바디샵은 동물 실험을 반대하는 캠페인을 최초로 시작한 화장품 회사이다. 1993년에 400만 명의 서명을 받아 유럽 연합에 전달함으로써 첫 동물 실험 반대 캠페인을 시작하였다. 이 캠페인은 꾸준히 이어져 2013년 유럽 연합 내 영구적인 동물 실험 반대 금지 법안을 이끌어 내기도 했다. 더 바디샵의 모든 화장품은 크루얼티 프리(Cruelty-Free)제품이다. 이는 어떤 제품에도 동물 실험을 하지 않았다는 뜻이다. 더 바디샵은 영국동물생체실험폐지협회(BUAV)가 제정한 화장품에 대한 인도적 기준(HCS)을 철저히 준수한다.

### 공정 무역 지원
1987년 더 바디샵은 화장품 업계에서는 최초로 공정 무역을 시작했다. 소규모 자작농, 전통 수공예 장인, 낙후된 지역의 협동조합과 거래를 시작했다. 현재 더 바디샵은 공정 무역 프로그램을 통해 21개국 25개의 원료공급단체로부터 원료와 악세서리를 공급받고 있으며, 전 세계 320,000명이 넘는 소규모 농가에 정기적인 소득원을 제공하고 있다. 더 바디샵의 공정 무역은 단순 지원을 넘어 아름다운 환경을 보전하는 데도 큰 기여를 한다. 대표적으로 과테말라의 과스타토야 농부 협동조합과의 공정무역을 통해 그들의 낙후된 지역의 110개 학교에 교육자료를 지원하며, 가나의 쿠아파 코쿠 협동조합과의 공정무역을 통해 5만명 이상의 자작농들에게 경제적 자립 기반을 제공한다.

### 자아 존중 고취
아니타 로딕은 화장품 업계의 광고들에 대해 '전형적인 아름다움에 터무니없는 기준을 내세우고 있다'라며 일침을 가하며 여성들의 자아 존중감 고취 캠페인을 시작했다. 1998년부터 더 바디샵은 '루비 캠페인'을 진행한다. 이 캠페인 슬로건은 '전 세계에는 슈퍼 모델 같은 몸대를 가진 8명의 여자와 그렇지 않은 30억 명의 여자가 있다('There are 3 billion women who don't look like supermodles and only 8 who do')이다. 이 캠페인은 많은 사람들이 자신 스스로를 아끼고 사랑할 수 있도록 격려하는 데 의의를 둔다.

### 인권 보호
더 바디샵은 1991년 대표 없는 국가 민족 기구(UNPO)를 설립했다. 사회적 약자를 위한 인권 보호 운동을 펼치고 있는 더 바디샵은 2000년 '더 바디샵 인권상'을 만들어 인권 보호를 위해 노력하는 단체를 선별해 경제적인 지원을 하고 있다. 또한 한국에서는 아동 청소년 인권보호 캠페인을 펼치기도 했다.

### 지구 환경 보호
더 바디샵은 지구의 환경을 보호하기 위해 1976년 브랜드가 처음 런칭할 때부터 꾸준한 노력을 하고 있다. 1985년 그린피스와 연합해 지속적으로 그린 캠페인을 실시 중에 있다.

## 제품 및 마케팅
더 바디샵은 몸, 얼굴, 머리, 가정에 걸친 넓은 범위의 다양한 제품들을 가지고 있다. 더 바디샵의 제품을은 "자연에서 영감을 받는다"고 말하며, 그 성분들은 공정 무역을 통한 마룰라 오일이나 참기름(씨앗으로 만드는 기름)성분이 주를 이룬다고 주장한다.
2010년, 더 바디샵은 첫번째 ECOCERT 인증의 유기농 스킨케어 라인, Nutriganics를 출시했다. Nutriganics의 출시에 이어 더 바디샵은 헤어 제품 라인에서 파라벤이나 염색성분을 제외시키고, 파라벤, 알루미늄염을 포함하지 않는 대신 화산염을 사용한 새로운 제품을 출시하기도 했다.

### 제품 목록
- 바디 버터 (모링가속, 귤, 딸기, 올리브, 시어버터, 망고, 코코넛 성분 함유)
- 목욕용 제품 (바디 스크럽, 바디 로션, 샤워 젤, 비누, 목욕용 수세미)
- 메이크업 제품 (마스카라, 립스틱, 립버터, 립글로스, 아이섀도우, 수분 메이크업)
- 여성 스킨 케어 (차나무, 비타민 C, 비타민 E, 알로에, 해조 등 성분 함유)
- 남성 스킨 케어 (Maca Root, 화이트 머스크)
- 소아과 의사의 승인을 받은 유아 제품
- 헤어 케어 (바나나 샴푸 & 컨디셔너)
- 향수

### 마케팅
더 바디샵은 화장품이 단점을 가려주고 이 제품을 사용하면 여자를 마치 과장된 광고 속의 패션 모델처럼 보이게끔 만들어주는 패션 액세서리인 것처럼 광고를 하는 전통적인 화장품 회사들과 직접적으로 경쟁하려 하지 않았다. 대신에 더 바디샵은 단지 겉으로 보기에 좋아보이는 안색보다는 대신 건강한 피부를 약속하는 제품들은 선보였다.

## 더 바디샵 재단
로딕은 인간과 시민의 권리와 환경과 동물 보호 등의 분야에서 혁신적인 글로벌 프로젝트를 지원하는 더 바디샵 재단을 1990년에 설립했다. 더 바디샵 재단은 매년 많은 자선 신탁 회사에서 다양한 모금활동을 하고 있다.
더 바디샵 재단은 회사로부터의 자선 모급에 의해 형성되고 운영된다. 지금까지 더 바디샵 재단은 21,000,000 파운드가 넘는 돈을 기부해왔다. 재단은 정기적으로 'Children On The Edge(COTE)'와 같은 다양한 프로젝트와 기관에 선물-현물 형태의 지원을 꾸준히 이어왔다.
또한 더 바디샵 재단은 1991년부터 길거리 월간 잡지 《빅이슈》의 발행을 통해 노숙자들에게 일자리를 지원하는 등 사회적 약자들에 대한 실직적 지원을 지속하고 있다.
더 바디샵은 노동조합을 인정하지 않는다.